# 施泰因费尔德 (莱茵兰-普法尔茨州)
施泰因费尔德（德語：Steinfeld，發音：[ˈʃtaɪnˌfɛlt]）是德国莱茵兰-普法尔茨州南魏恩施特拉瑟县的市镇，面积14.89平方千米，人口为人。